# Centrothele lorata
Centrothele lorata är en spindelart som beskrevs av Ludwig Carl Christian Koch 1873. Centrothele lorata ingår i släktet Centrothele och familjen Lamponidae.
Artens utbredningsområde är Queensland. Inga underarter finns listade i Catalogue of Life.